# Rejon irszawski
Rejon irszawski – jednostka administracyjna w składzie obwodu zakarpackiego Ukrainy.
Utworzony w 1946. Miał powierzchnię 945 km² i liczył około 100 tysięcy mieszkańców. Siedzibą władz rejonu była Irszawa.
Na terenie rejonu znajdowały  się 1 miejska rada i 25 silskich rad, obejmujących w sumie 46 miejscowości.
17 lipca 2020 roku w wyniku reformy administracyjnej rejon został zlikwidowany.

## Miejscowości rejonu
- (Арданово)
- Biłky (Білки)
- (Богаревиця)
- (Брід)
- Bronka (Бронька)
- (Чорний Потік)
- (Дешковиця)
- Dołhe (Довге)
- (Доробратово)
- (Дуби)
- (Дубрівка)
- (Дунковиця)
- (Горбок)
- (Гребля)
- (Хмільник)
- Ilnycia (Ільниця)
- Irszawa (Іршава)
- (Івашковиця)
- (Імстичово)
- (Кам'янське)
- (Климовиця)
- (Крайня Мартинка)
- (Кушниця)
- Kobałewice (Кобалевиця)
- (Лисичово)
- (Лоза)
- (Локіть)
- (Луково)
- (Мала Розтока)
- (Малий Раковець)
- (Мідяниця)
- (Негрово)
- (Нижнє Болотне)
- (Осій)
- (Підгірне)
- (Приборжавське)
- (Сільце)
- (Смологовиця)
- (Собатин)
- (Суха)
- (Велика Розтока)
- (Великий Раковець)
- (Вільхівка)
- (Воловиця)
- (Заболотне)
- (Загаття)
- (Заріччя)